# Nova Ljeskovica
Nova Ljeskovica is een plaats in de gemeente Čaglin in de Kroatische provincie Požega-Slavonië. De plaats telt 668 inwoners (2001).